# Reason to Believe
Reason to Believe – dziewiąty studyjny album amerykańskiego zespołu punkrockowego Pennywise. Został on wydany 25 marca 2008 roku w formie cyfrowej. Można go było bezpłatnie pobrać przez dwa tygodnie od premiery na stronie Myspace zespołu. Jedynym warunkiem było "dodanie do przyjaciół" wytwórni Fletchera Dragge – Textango, bądź samego zespołu oraz zamieszkanie w granicach USA. Wydawnictwo ukazało się w Europie nakładem wytwórni Epitaph. Rozprowadzane jest w dwóch wersjach – jako tradycyjna płyta CD oraz jako niskonakładowy winyl. W tej drugiej wersji Reason to Believe zawiera dwie dodatkowe ścieżki, niedostępne na żadnym innym nośniku. Europejska premiera miała miejsce 24 marca 2008 roku.
Pewne kopie tego albumu zawierają ostrzeżenia dla rodziców, które informują, że zawiera on wulgarne treści. Jest to pierwszy taki przypadek w historii Pennywise, mimo że poprzednie płyty również zawierały słowa, uznawane powszechnie za wulgarne.

## Tworzenie i produkcja
We wrześniu 2005 roku w kilku portalach internetowych pojawiły się informacje, że Pennywise planuje w roku 2006 wejść do studia, aby rozpocząć pracę nad następcą albumu The Fuse. W maju 2006 roku rozeszły się plotki, że album ten będzie całkowitym zerwaniem ze stylem wypracowanym na poprzednich płytach. Zostało to później zdementowane przez sam zespół, który zapewnił, że pogłoski te są kłamstwem.
W październiku 2006 roku podczas wywiadu gitarzysta Fletcher Dragge powiedział, że "aktualnie wszyscy pracują nad nowymi piosenkami" a Pennywise chce "zebrać wszystkie piosenki w najbliższych miesiącach". W tym wywiadzie Draggs dodał także, że ma nadzieję, że album będzie wydany "przed latem przyszłego (2007) roku bądź w lecie".
We wrześniu 2007, podczas trasy Warped Tour Draggs udzielił wywiadu, w którym nadmienił, że zespół na Reason to Believe napisał ponad sześćdziesiąt piosenek i że zaledwie trzynaście z nich znajdzie się na krążku.
W październiku 2007 roku pojawiły się doniesienia, że Pennywise wchodzą do studia. Sam Draggs przyznał, że zespół "pracuje właśnie nad czymś nowym". Nowe kawałki miałby być utrzymane w duchu wczesnych wydawnictw kapeli i nawiązywać do tak zwanej "starej szkoły". Na jaw wyszło także, że większość piosenek napisał basista Randy Bradbury.

## Promocja i wydanie
W listopadzie roku 2007 ujawniono, że nowy materiał będzie dostępny bezpłatnie dzięki MySpace Records, a także Textango. Alternatywną formą wydania miała być oferta Epitaph, gdzie krążek byłby wzbogacony o dwie bonusowe ścieżki i materiał wideo. Album miał być dostępny przez dwa tygodnie, licząc od daty wydania – 25 marca 2008 roku.
20 marca zespół ogłosił, że cały materiał, z dodatkową, bonusową ścieżką (inną niż na płytach CD/LP), będzie dostępny na MySpace.
Przez cały marzec wydawnictwo zostało pobrane ponad 400 000 razy, co oznacza, że jest największym sukcesem w karierze zespołu od czasu płyty Land of the Free? z 2001 roku. Pierwszy singel – "The Western World" ujrzał światło dzienne w radiu KROQ 20 lutego 2008 roku. Zaraz potem znalazł się w zestawieniu Modern Rock Tracks na 34 miejscu. Jest to pierwszy singel Pennywise, który zadebiutował na tak wysokiej pozycji.
Trasa promująca Reason to Believe rozpoczęła się 26 marca 2008 roku w San Diego w Kalifornii. Zakończyła się 3 sierpnia 2008 roku na koncercie w ramach Warped Tour w Minneapolis w stanie Minnesota.

## Lista utworów
1. "(Intro) As Long As We Can" (3:09)
2. "One Reason" (2:55)
3. "Faith and Hope" (3:04)
4. "Something to Live For" (2:38)
5. "All We Need" (2:48)
6. "The Western World" (3:08)
7. "We'll Never Know" (2:42)
8. "Confusion" (3:01)
9. "Nothing to Lose" (2:57)
10. "It's Not Enough to Believe" (2:38)
11. "You Get the Life You Choose" (2:52)
12. "Affliction" (3:19)
13. "Brag, Exaggerate & Lie" (2:04)
14. "Die for You" (3:40)
15. "Next in Line" (2:50) (utwór dostępny jedynie na płycie winylowej i CD)
16. "One Nation" (utwór dostępny jedynie na wydaniu winylowym)
17. "Just One More Day" (3:18)(bonusowy utwór do pobrania na MySpace)

## Skład zespołu
- Jim Lindberg – wokal
- Fletcher Dragge – gitara elektryczna, wokal
- Randy Bradbury – gitara basowa
- Byron McMackin – perkusja